# أعمال الدلتا

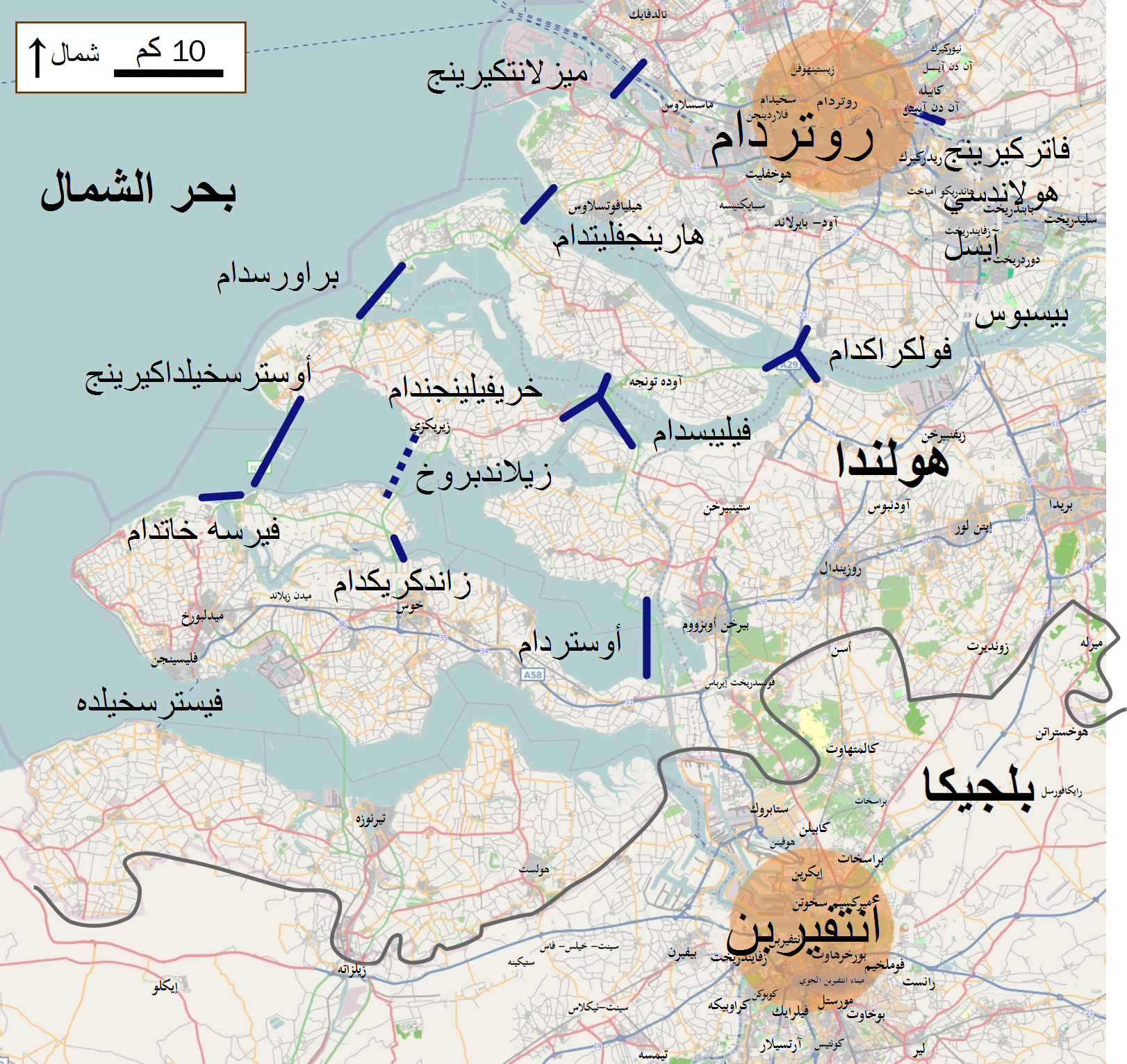
نظرة عامة على أعمال الدلتا

أعمال الدلتا هي سلسلة من مشاريع البناء في الجنوب الغربي من هولندا لتحمي منطقة واسعة من أراضي دلتا أنهار الراين والميز وسخيلده من عدوان البحر. وتتكون الأعمال من سدود بوابات sluices، وهويسات، والسدود المائية، وحواجز الفيضانات. وكان الهدف من السدود والهويسات والحواجز هو تقصير الساحل الهولندي، وبالتالي تخفيض عدد السدود التي لا بد أن ترفع.
جنباً إلى جنب مع أعمال بحر الجنوب zuiderzee فقد أعلنت أعمال الدلتا الهولندية واحدة من عجائب الدنيا السبع في العالم الحديث من قبل الجمعية الأمريكية للمهندسين المدنيين.

## مشاريع

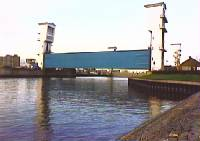
حاجز رياح نهر هولاندس آيسل
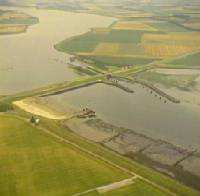
Zandkreekdam
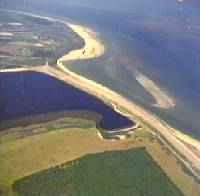
Veersegatdam
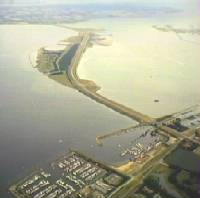
Grevelingendam
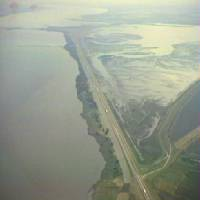
Volkerakdam
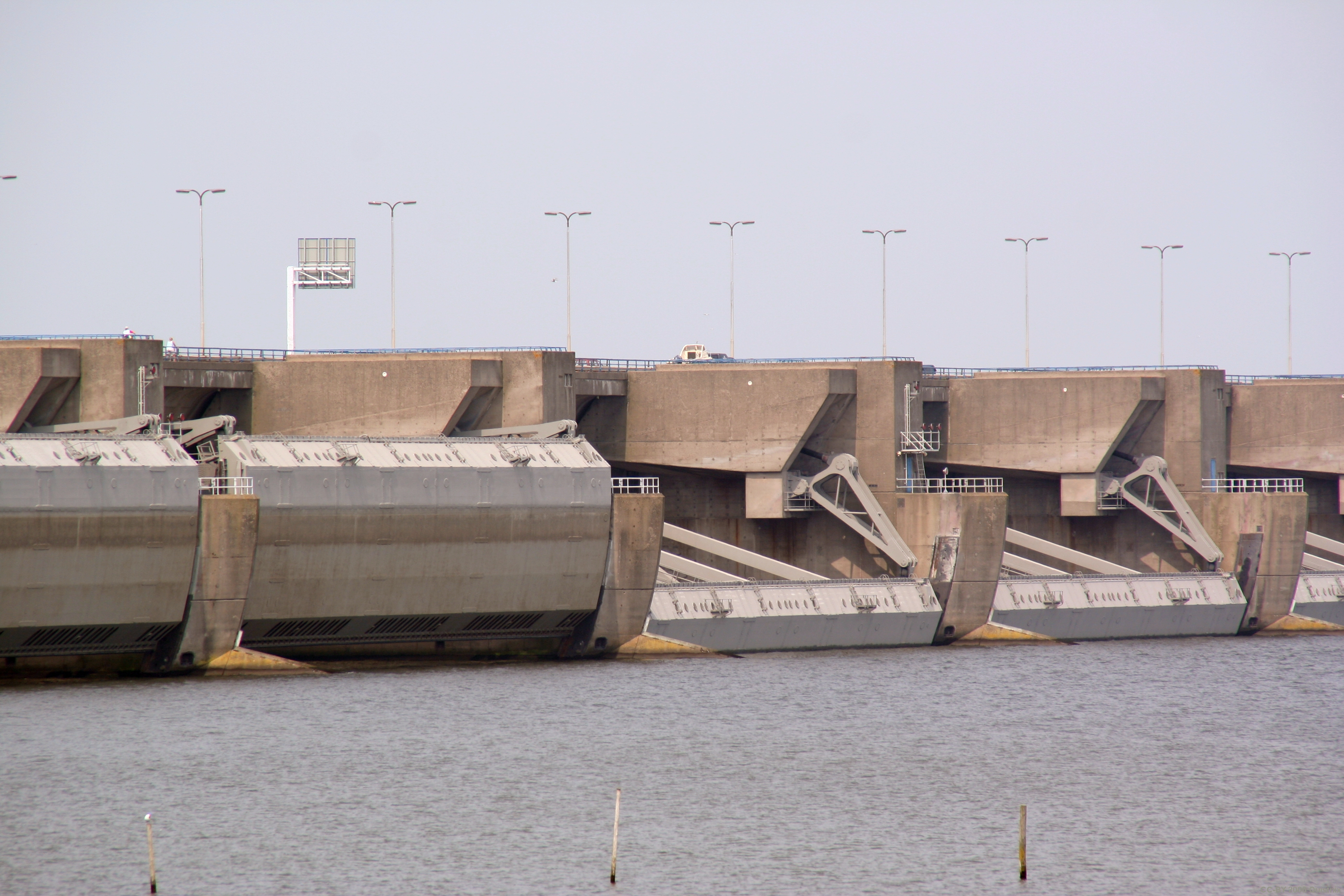
Haringvliet sluices
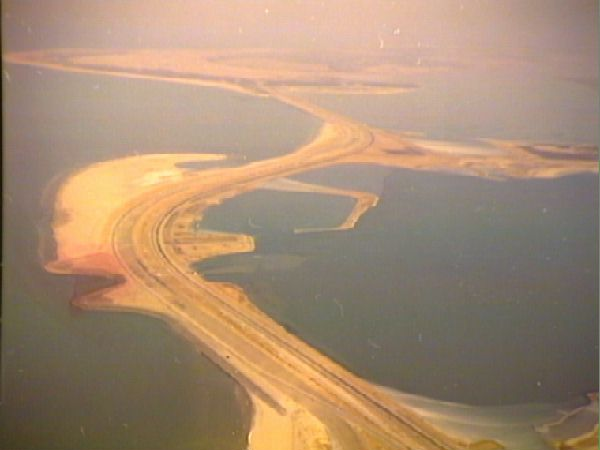
Brouwersdam
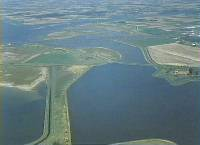
Markiezaatskade
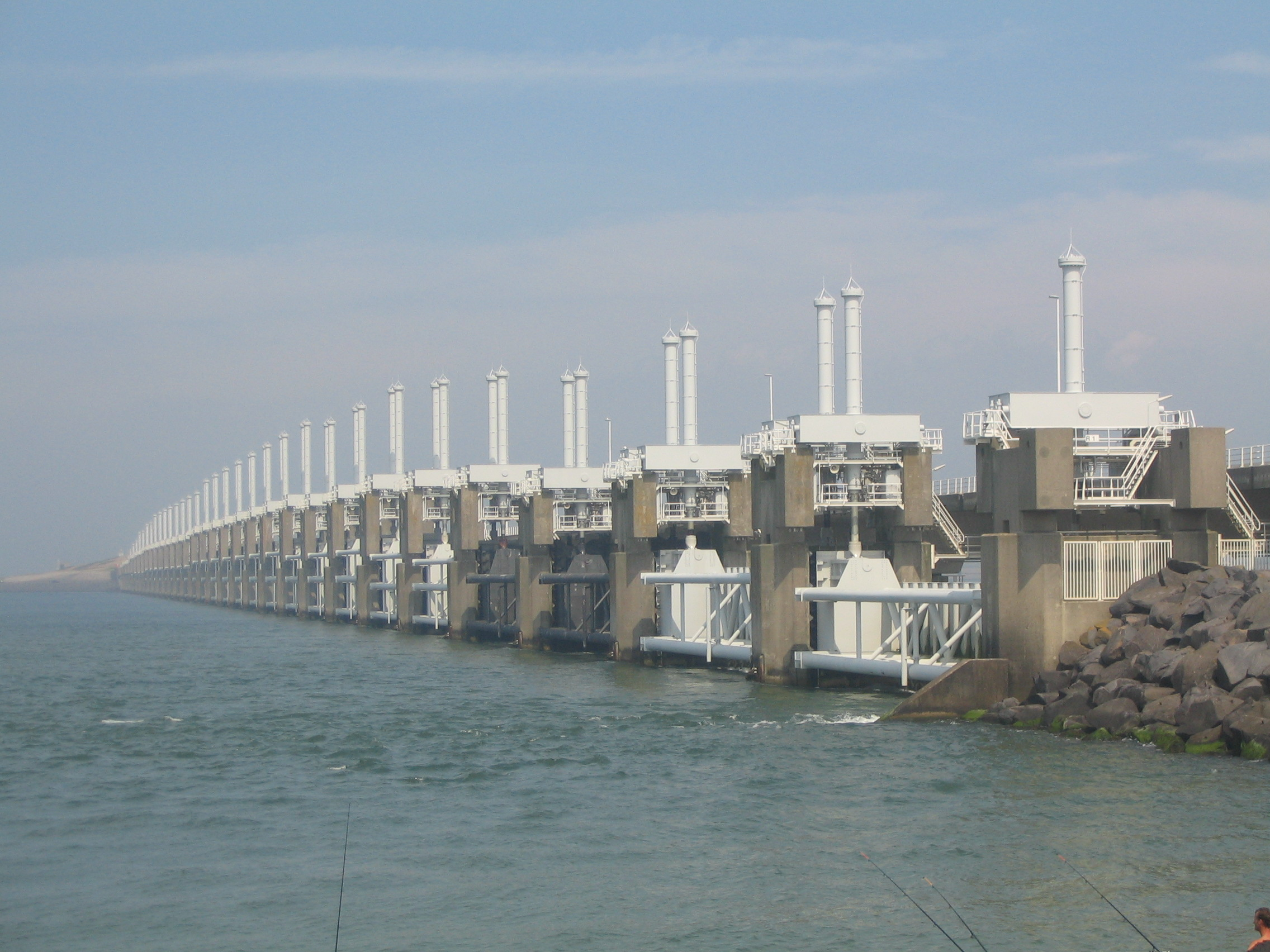
Eastern Scheldt Storm Surge Barrier
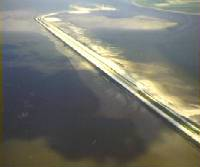
Oesterdam
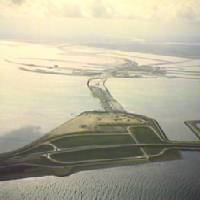
Philipsdam
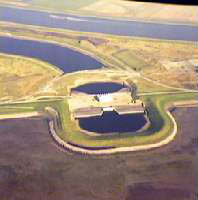
Bathse Spuisluis
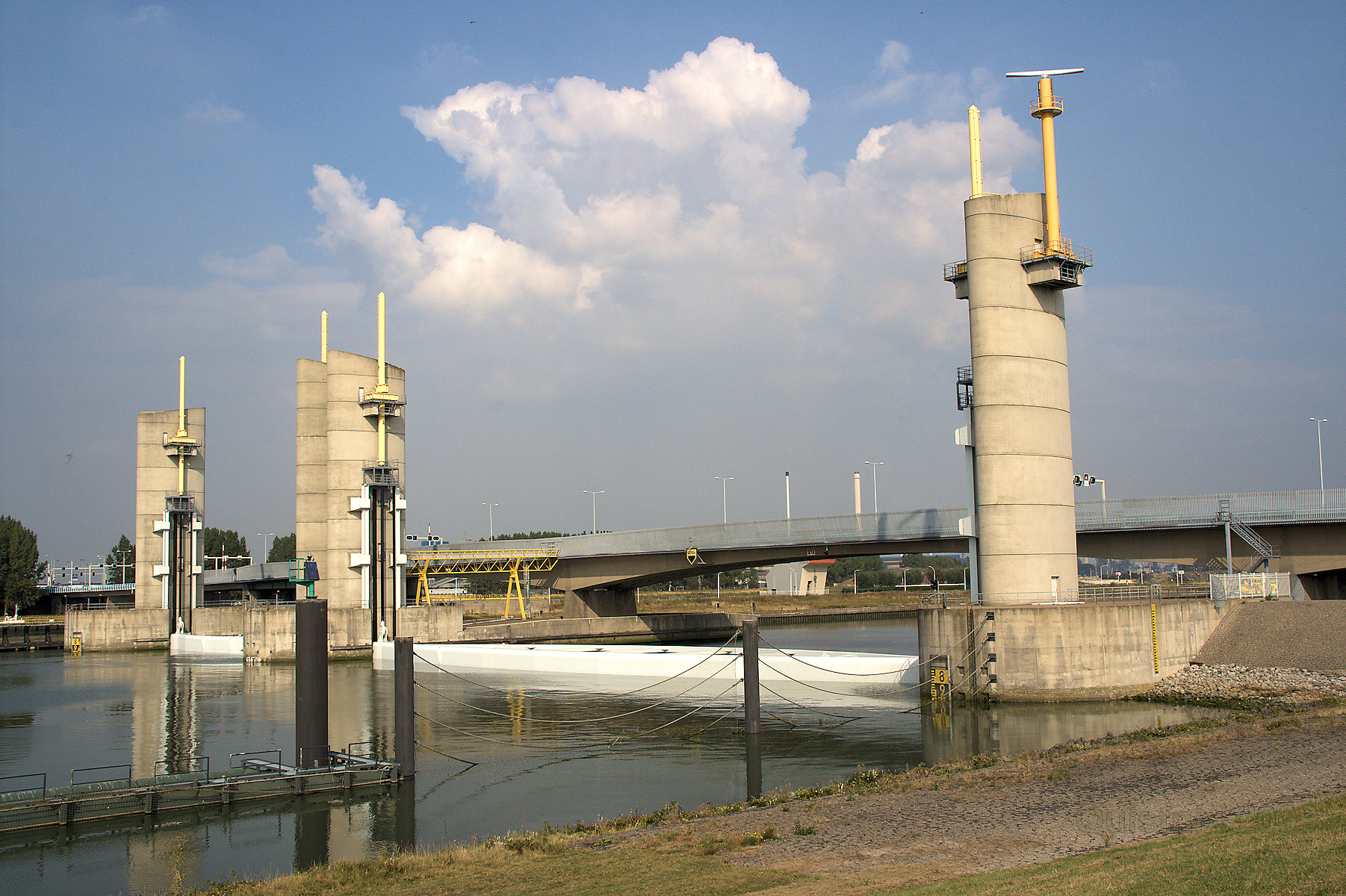
Hartel Barrier
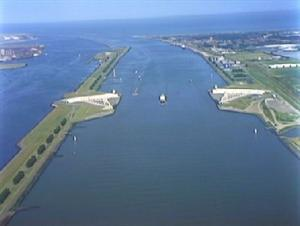
Maeslant Barrier
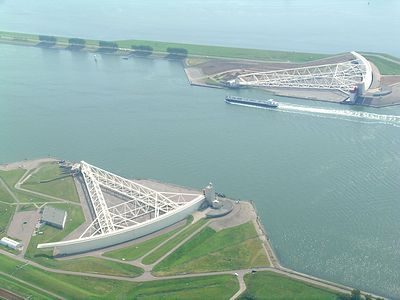
Maeslant Barrier